# Frente Patriótico de Botsuana
El Frente Patriótico de Botsuana (en inglés: Botswana Patriotic Front), abreviado como BPF, es un partido político populista de Botsuana formado en julio de 2019 por miembros del Partido Democrático de Botsuana (BDP) que se separaron del partido debido a una rivalidad de alto perfil entre el expresidente Ian Khama y su sucesor, Mokgweetsi Masisi. Khama no lidera el partido, pero lo respalda públicamente, y su hermano Tshekedi Khama II ejerce como Secretario General. Mephato Reatile ejerce como líder del partido.
En las elecciones de 2019 el BPF obtuvo el 4,41% de los votos a nivel nacional y ganó tres escaños en la Asamblea Nacional, todos en el Distrito Central de donde es oriunda la familia Khama, erosionando por primera vez la histórica hegemonía del BDP en dicha región. Tshekedi Khama II fue elegido en Serowe West, Leepetswe Lesedi en Serowe South y Baratiwa Mahoothe en Serowe North. Sin embargo, el líder del partido, Biggie Butale, no logró ser elegido en Tati West. El partido suspendió las actividades públicas en enero de 2021 debido a la pandemia de COVID-19.
De cara a las elecciones de 2024, el BPF anunció su integración al Paraguas para el Cambio Democrático (UDC), principal coalición opositora a nivel nacional. No obstante, finalmente el partido optó por competir en solitario. En las elecciones duplicó su número de votos y obtuvo 5 de los 61 escaños electos, convirtiéndose en el tercer partido más grande del Parlamento. Tras los comicios el BPF anunció un acuerdo con Duma Boko (presidente electo y líder de la UDC) para integrar un gobierno de coalición, ocupando dos de dieciocho carteras ministeriales.

## Resultados electorales

### Elecciones generales
|  | 4.41 % |

|  | 8.31 % |

### Elecciones locales
| Año  | Votos  | %               | Concejales |
| ---- | ------ | --------------- | ---------- |
| 2019 | 37.122 | \| \| 4.86 % \| | 17/490     |
|      | 4.86 % |                 |            |